# Růžovský vrch
Der Růžovský vrch, auch Růžák (deutsch Rosenberg) ist die Bergdominante in der rechtselbischen Böhmischen Schweiz in Tschechien. Mit einer Höhe von (619,1 m n.m.) ist er der höchste Berg im Nationalpark Böhmische Schweiz und nach dem Děčínský Sněžník (Hoher Schneeberg) der zweithöchste Berg im Elbsandsteingebirge. Seine fast kreisrunde Kegelform macht ihn zu einem der typischsten Vertreter der Bergwelt Nordböhmens. Der obere Teil des Berges wird aus Basalt gebildet, während am Fuß auch Sandstein zu finden ist. Die Flanken des Berges sind mit einem fast urwaldartigen Laubwald bewachsen, in dem vor allem die mächtigen Buchen und Ahorne beeindrucken. Seit 1973 steht der Berg als Nationales Naturreservat unter Naturschutz, seit dem Jahr 2000 liegt der Berg in der Kernzone des Nationalparks Böhmische Schweiz.

## Lage und Umgebung
Der Růžovský vrch befindet sich im rechtselbischen Teil des Elbsandsteingebirges, ungefähr 10 km nordöstlich von Děčín (Tetschen). Am Fuß des Berges befinden sich die Gemeinden Růžová (Rosendorf) und Srbská Kamenice (Windisch-Kamnitz). Nördlich des Berges – inmitten ausgedehnter Wälder – befindet sich das kleine Dorf Kamenická Stráň (Kamnitzleiten), welches für seine gut erhaltenen Umgebindehäuser bekannt ist.

## Naturraum
Die markante Kuppenform des Berges geht auf vulkanische Aktivitäten im Tertiär vor etwa 40-18 Millionen Jahren zurück. Damals drang Basalt (Nephelin-Basanit) durch Störungszonen an die Erdoberfläche empor. Im Fall des Rosenbergs durchdrang der Basalt aber nicht die darüber liegenden älteren kreidezeitlichen Sandsteinsedimente. Diese wurden erst in jüngerer Zeit durch Erosion abgetragen und legten den gegenüber den Umgebungsgesteinen widerstandsfähigeren tertiären Basaltkanal frei. Einzelne Sandsteinschichten wurden im Kontaktbereich mit dem Basalt verhärtet und widerstanden der Erosion ebenfalls. Sie sind an den Hängen des Rosenbergs bis in Höhen von etwa 500 Metern zu finden, während die den Berg umgebenden Sandsteinschichten bis auch Höhen zwischen 300 und 400 Metern abgetragen wurden. Im Gipfelbereich kam es zudem zur Verwitterung des Basalts und zur Bildung charakteristischer Blockhalden. Teilweise tritt der Basalt aber auch in seiner typischen säulenartigen Form auf.
Aufgrund der Basaltverwitterung entstand ein Boden, der einerseits zwar einen hohen Grobbodenanteil aus Blöcken und Steinen, andererseits aber eine gute Versorgung mit Basen und eine gute Durchfeuchtung aufweisen. In Verbindung mit dem zum größten Teil aus Lösslehm gebildeten Feinboden bietet der Rosenberg hervorragende Wachstumsbedingungen für einen naturnahen submontanen Laubwald. Der urwaldartige Baumbestand wird insbesondere von Rotbuchen, Bergahorn, Spitzahorn, Bergulmen, Sommerlinden, Winterlinden und Eschen gebildet.
Als floristische Besonderheit sind jedoch seltene Pflanzen am Fuße dieser Bäume anzusprechen. Typisch sind u. a. Neunblättrige Zahnwurz, Zwiebelzahnwurz, Waldveilchen, Echter Seidelbast, Gemeiner Schneeball und Frühlings-Platterbse. Am Rande der Blockhalden finden sich vereinzelt auch Alpen-Johannisbeeren. Dafür bildet der Rosenberg den einzigen Standort im Elbsandsteingebirge.
Der Rosenberg ist Lebensraum u. a. für Feuersalamander, Bergmolch, Raufußkauz, Rindenschröter und Schluchtwald-Laufkäfer.
Die natürlichen und urwaldartigen Wald- und Pflanzengesellschaften oberhalb einer Höhe von 350 Metern begründeten die Unterschutzstellung des Berges als Nationales Naturreservat auf einer Fläche von 118 Hektar.

## Geschichte
Da sich der Berg markant knapp 300 Meter über seiner Umgebung erhebt, wurde er in die Franziszeische Landesaufnahme einbezogen. Dafür errichtete man 1808 ein Vermessungsgerüst der Ersten Militärtriangulierung auf dem Gipfel. Das Gerüst diente während der Befreiungskriege als militärischer Wachposten.
Die touristische Erschließung wurde vom Grundbesitzer Fürst Edmund Clary-Aldringen initiiert, welcher im Mai 1881 einen 14 Meter hohen hölzernen Aussichtsturm auf einem 2 Meter hohen Steinsockel auf dem Gipfel errichten ließ. Zeitlich parallel hatte der Gebirgsverein für die Böhmische Schweiz den Serpentinenweg (Wetzelsteig) auf der Nordseite des Berges zum Gipfel angelegt. Ein Jahr später entstand auch ein kleines hölzernes Berggasthaus. Dieses wurde 1890 um einen größeren Neubau im Schweizerstil ergänzt, welcher auch Übernachtungsmöglichkeiten bot.
Der Turm wurde 1891 durch einen Blitzschlag zerstört und im Juli 1893 durch einen 24 Meter hohen hölzernen Neubau ersetzt. Die Baukosten beliefen sich auf ca. 7000 Gulden. Doch auch dieser Turm wurde im Mai 1903 während eines Sturms vernichtet. Er beschädigte beim Sturz auch das Restaurantgebäude. Der gleiche Sturm zerstörte auch den Turm auf dem Tanečnice (Tanzplan).
Im Mai 1904 wurde mit dem 18 Meter hohen Holzturm der nun schon dritte Aussichtsturm auf dem Gipfel des Rosenberges eröffnet. Bauherr war Carlos Clary-Aldringen. Im gleichen Jahr wurde auch der historische Kammweg eröffnet, der vom Ještěd (Jeschken) bis zum Rosenberg führte. Zu dieser Zeit zogen Berg und Aussicht viele Touristen an, bis zu 10.000 Besucher wurden jährlich auf dem Berg gezählt.
Im Ersten Weltkrieg wurden Gasthof und Turm geschlossen. Die Wiedereröffnung erfolgte aufgrund der schwierigen Nachkriegsjahre erst 1925. Der touristische Niedergang setzte ein, als das Bergrestaurant im August 1931 abbrannte und nicht wieder aufgebaut wurde. Damit sank die Anziehungskraft des Berges und der Aussichtsturm verfiel zusehends. Zwar war ab 1933 wieder ein bescheidener gastronomischer Betrieb in einer kleinen neu errichteten Holzhütte möglich, der Aussichtsturm wurde jedoch 1936 aufgrund seines schlechten baulichen Zustandes abgebrochen.
Nach 1945 kamen nur noch wenige Wanderer auf den Berg, erst seit der politischen Wende 1989 steigt der Besucherstrom wieder. Vor allem für Naturliebhaber ist der Rosenberg heute ein Ziel.

## Aussicht
Eine Aussicht vom Gipfel ist heute aufgrund der Bewaldung kaum mehr möglich. Nur in den Wintermonaten öffnet sich der Blick nach Norden in die Böhmische Schweiz.

## Wege zum Gipfel
- Günstigster Ausgangspunkt ist die Gemeinde Růžová (Rosendorf). In der Ortsmitte an der wiederaufgebauten barocken Kirche beginnt die gelb markierte Route.
- Der vielleicht schönste Weg zum Rosenberg beginnt in Vysoká Lípa (Hohenleipa), führt an der einstigen Grundmühle vorüber, berührt Kamenická Stráň (Kamnitzleiten), um dann jäh zum Gipfel hinaufzuführen.
- Ein weiterer guter Ausgangspunkt ist Srbská Kamenice (Windischkamnitz).

## Galerie

Der Rosenberg als Hauptmotiv des Gemäldes Gebirgslandschaft mit Regenbogen von Caspar David Friedrich (um 1809)
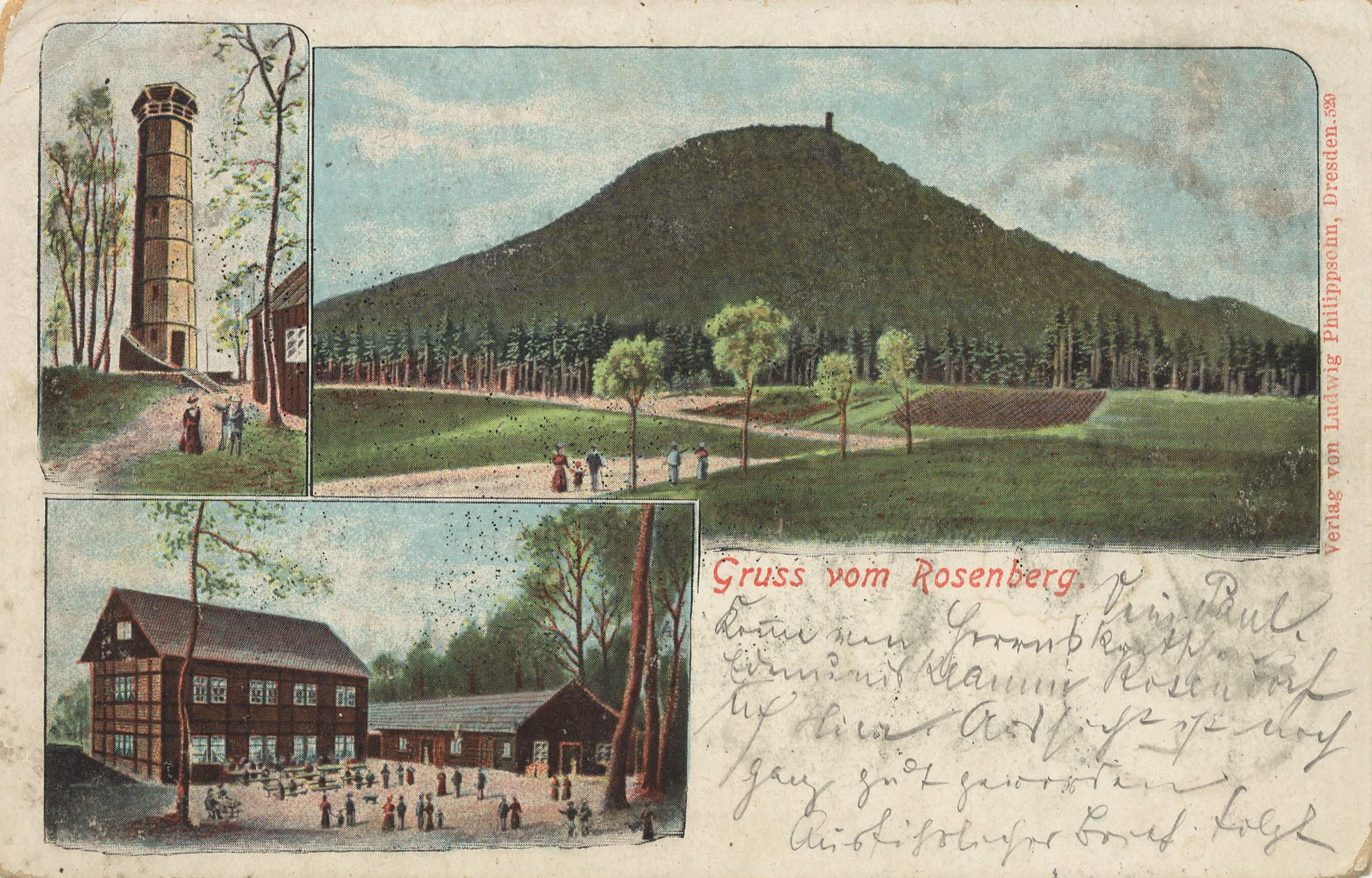
Historische Ansicht des Rosenbergs mit dem zweiten ummantelten Aussichtsturm von 1893 (1902)
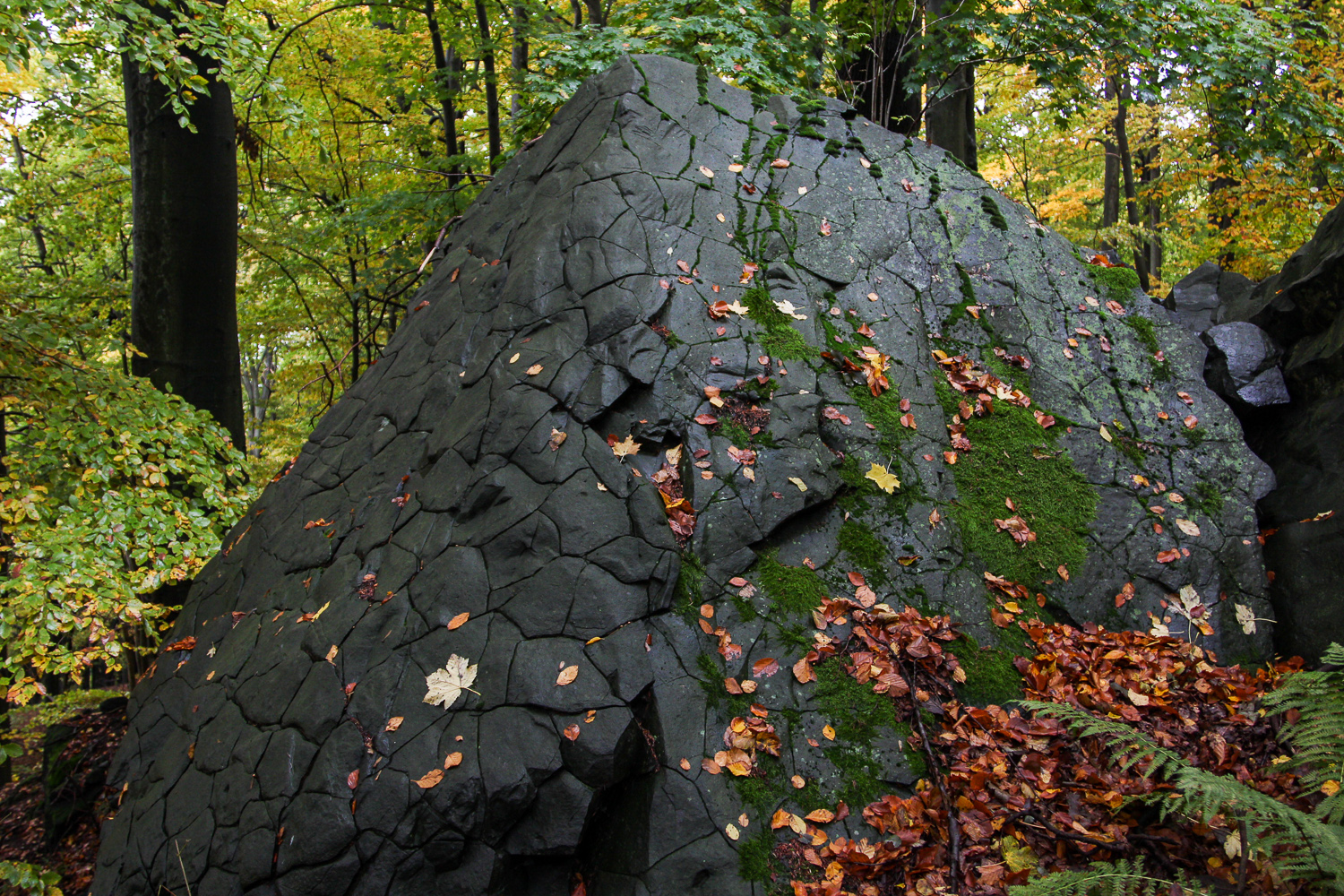
Basaltaufschluss
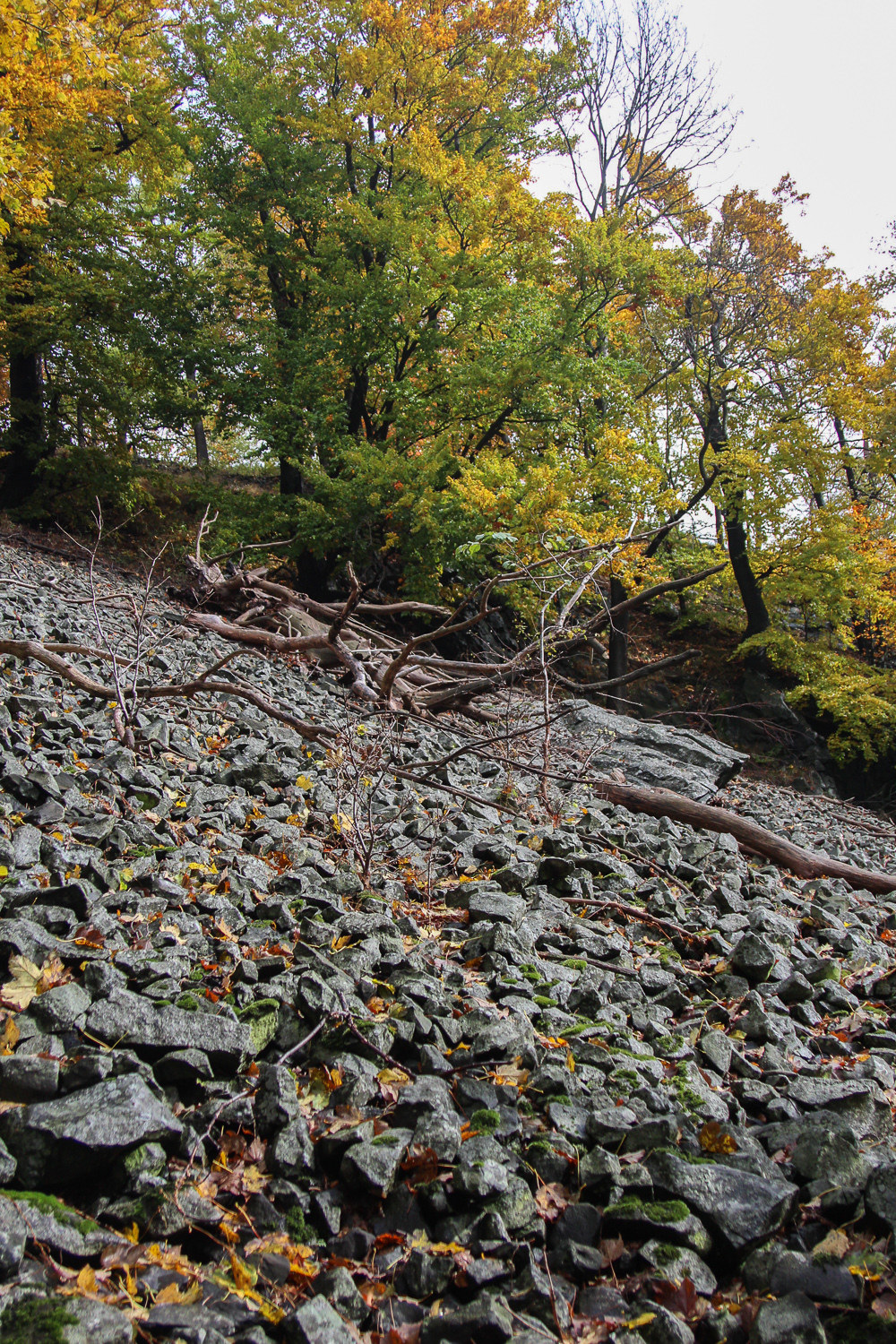
Basaltblockfeld am Hangbergeich des Berges
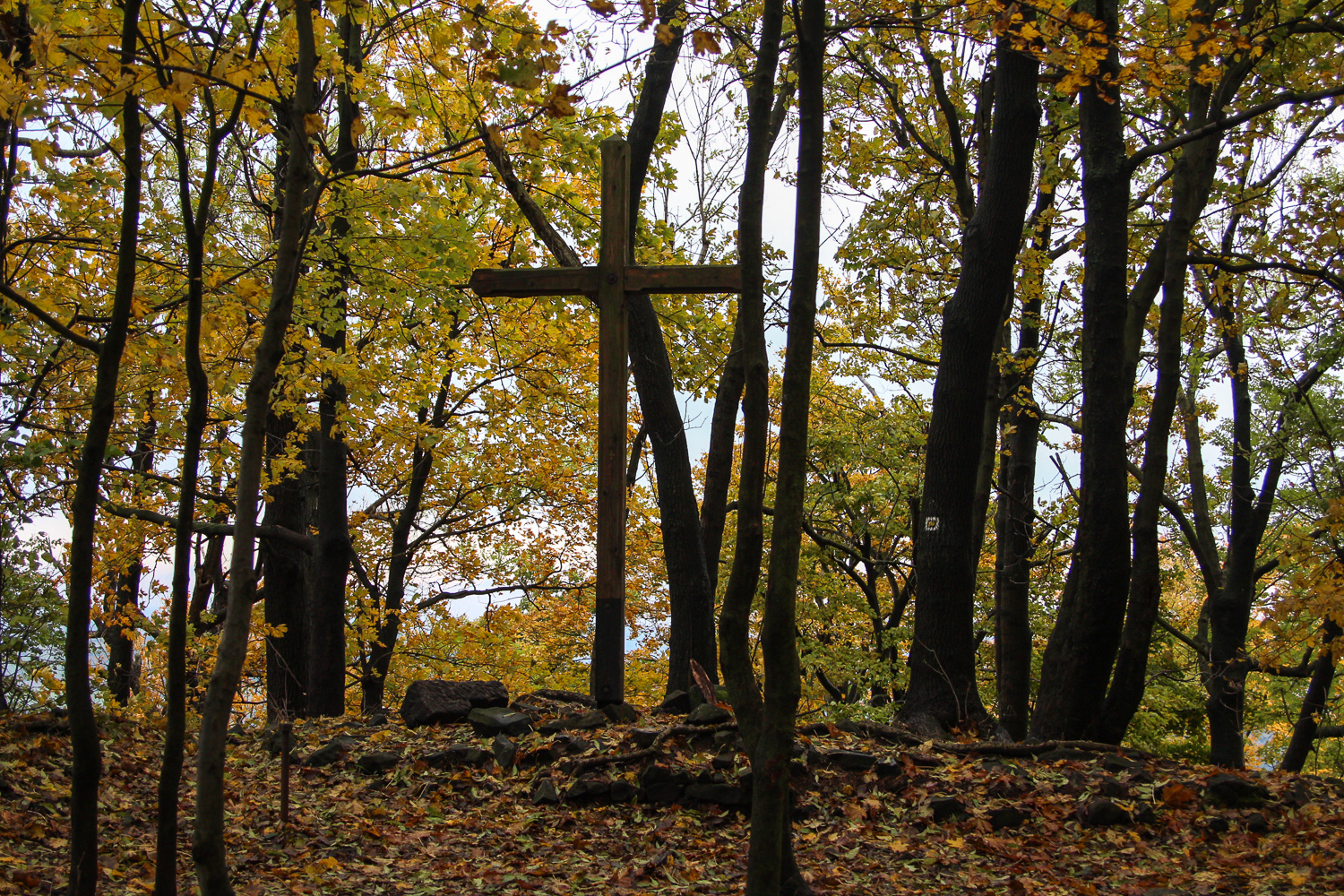
Kreuz im Gipfelbereich
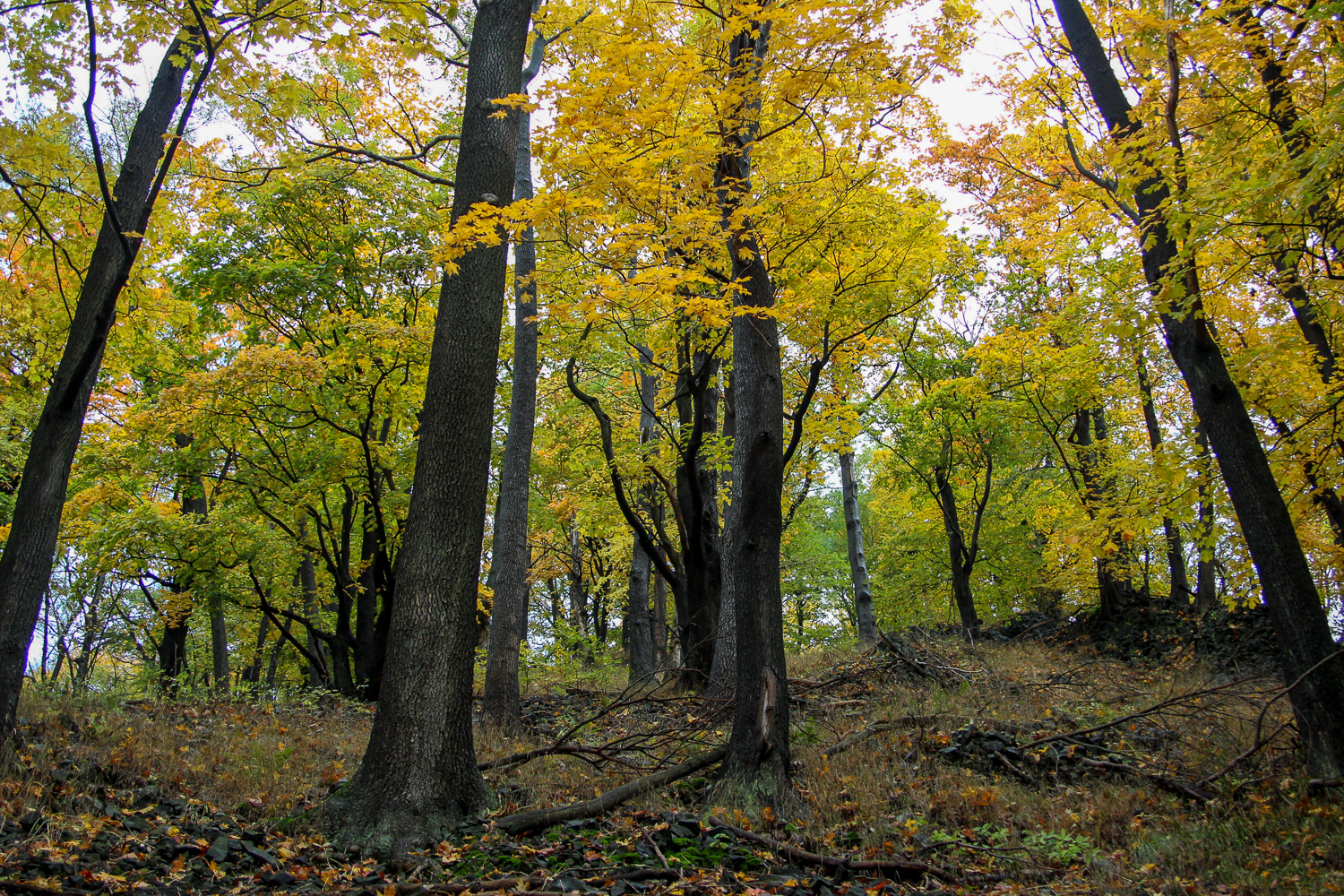
Buchenwald
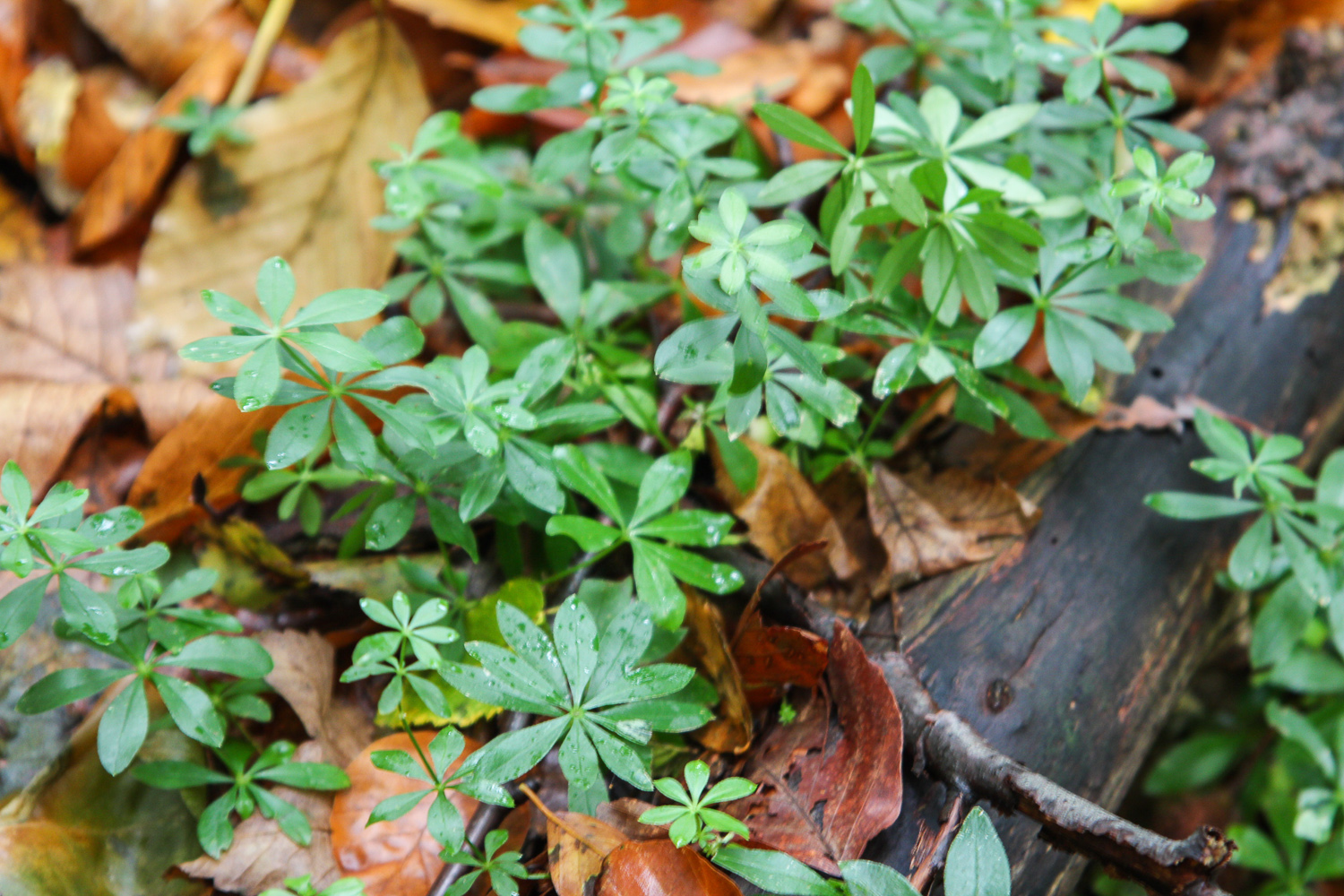
Waldmeister (Galium odoratum) an den Hängen des Berges
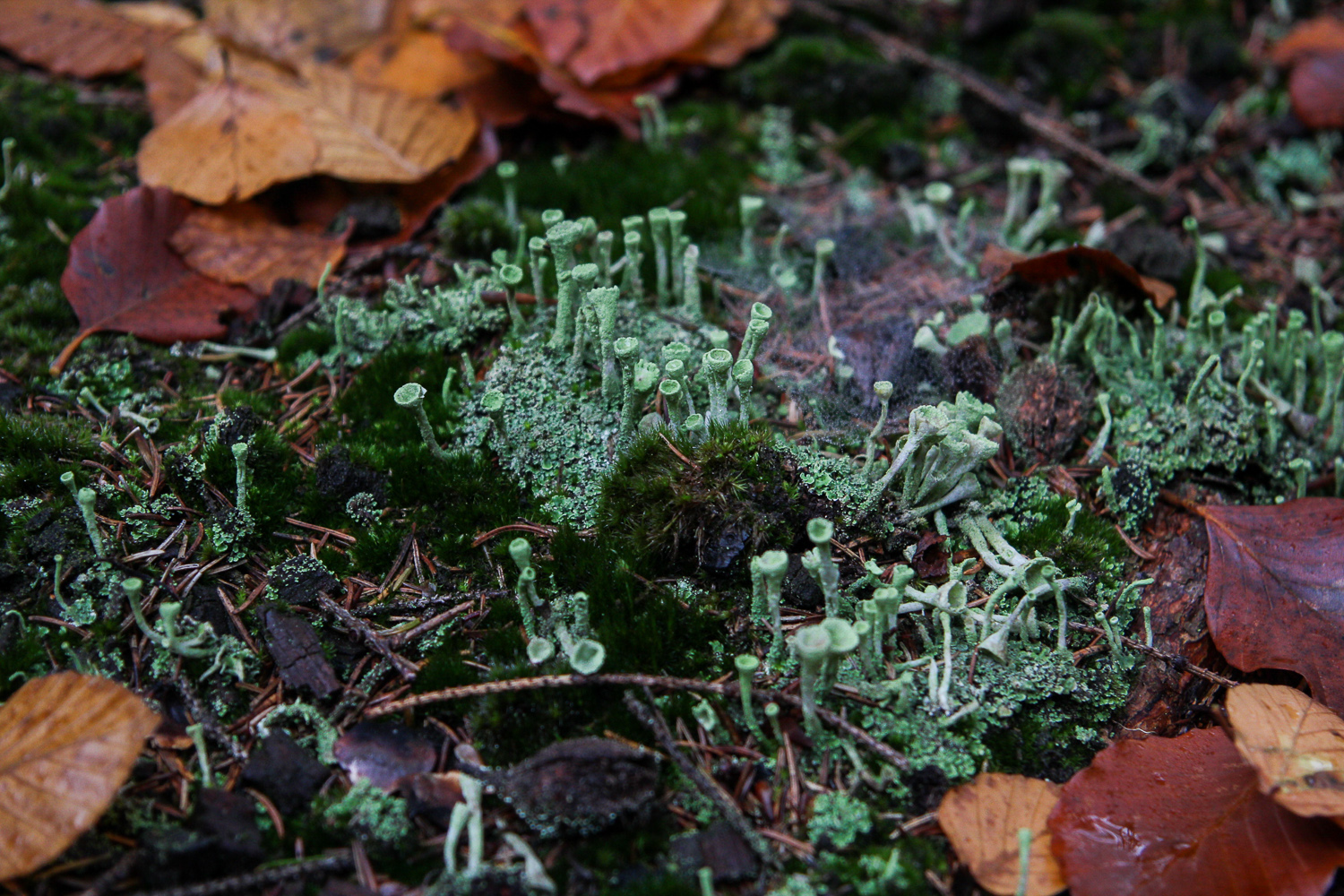
Trompetenflechte (Cladonia fimbriata) an den Hängen des Berges